# Tituly a vyznamenání Andrého Malrauxe

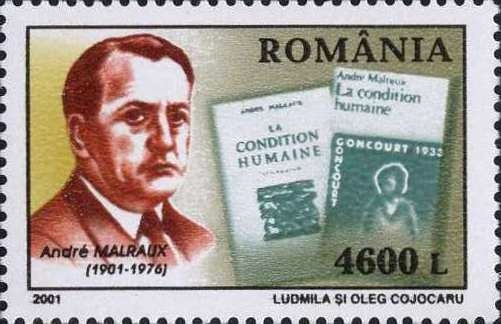
André Malraux na rumunské poštovní známce

André Malraux, francouzský archeolog, spisovatel a politik, během svého života obdržel řadu francouzských i zahraničních vyznamenání. Byla po něm pojmenována také řada ulic a objektů.

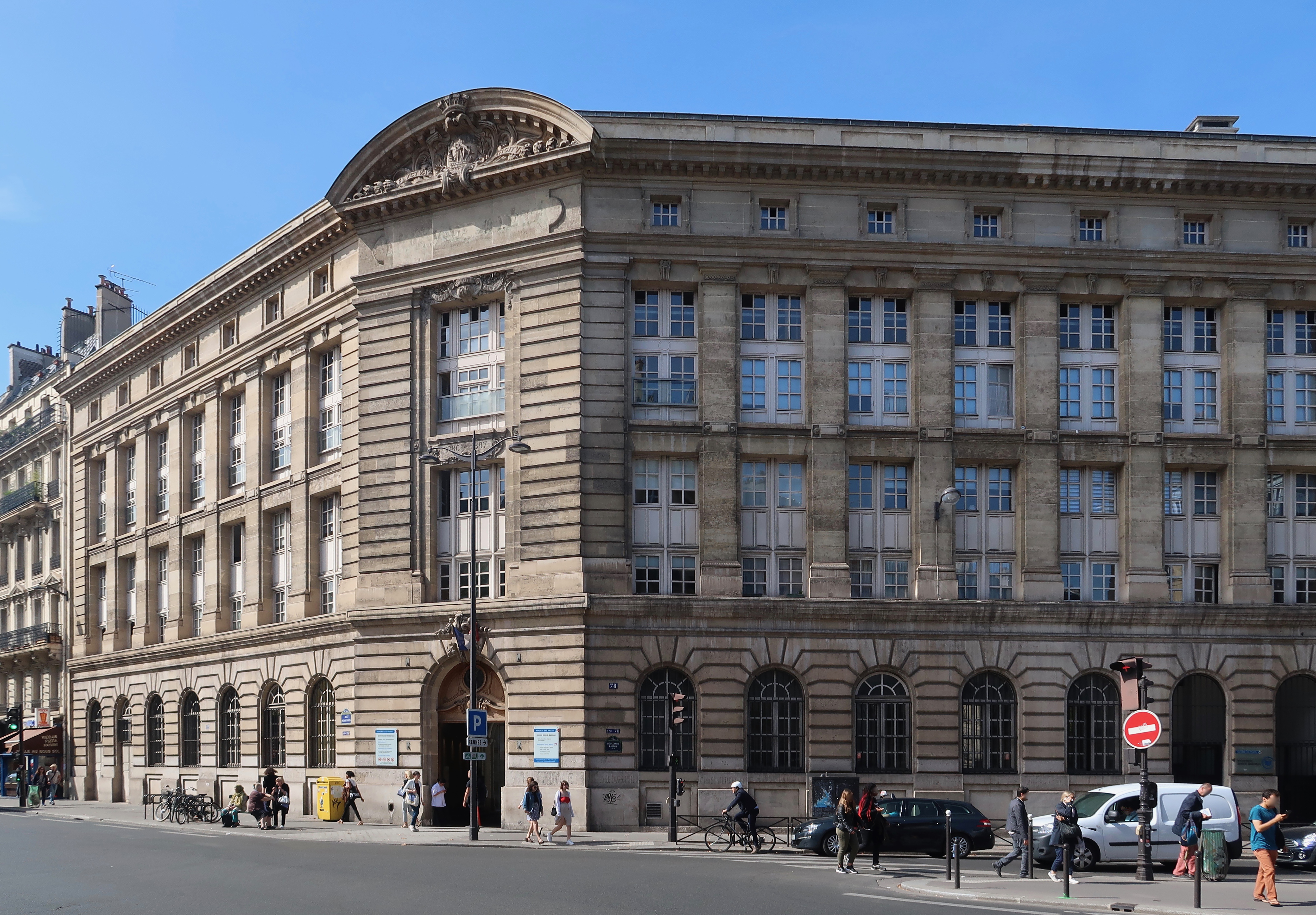
Knihovna Andrého Malrauxe v Paříži

## Vyznamenání

### Francouzská vyznamenání
- důstojník Řádu čestné legie
- Ordre de la Libération – 17. listopadu 1945
- Médaile militaire
- Croix de guerre 1939–1945
- Medaile odboje s rozetou

### Zahraniční vyznamenání
- Argentina
  -  velkokříž Květnového řádu
- Belgie
  -  velkokříž Řádu koruny
- Benin
  -  velkodůstojní Národního řádu Beninu
- Brazílie
  -  velkodůstojník Řádu Jižního kříže
- Čad
  -  velkodůstojník Národního řádu Čadu
- Dánsko
  -  rytíř velkokříže Řádu Dannebrog
- Egypt
  -  velkodůstojník Řádu republiky
- Finsko
  -  velkokříž Řádu finského lva
- Gabon
  -  velkodůstojník Řádu rovníkové hvězdy
- Guatemala
  -  velkokříž Řádu Quetzala
- Haiti
  -  velkokříž Národního řádu cti a zásluh
- Horní Volta
  -  velkodůstojník Národního řádu Horní Volty
- Itálie
  -  velkodůstojník Řádu zásluh o Italskou republiku – 19. února 1964[1]
- Japonsko
  -  Řád vycházejícího slunce II. třídy
- Jordánsko
  -  velkostuha Řádu jordánské hvězdy
- Konžská republika
  -  velkodůstojník Řádu za zásluhy
- Libanon
  -  velkodůstojník Národního řádu cedru
- Lucembursko
  -  velkokříž Řádu dubové koruny
- Madagaskar
  -  velkodůstojník Národního řádu Madagaskaru
- Maroko
  -  velkokříž Řádu Ouissam Alaouite
- Mauritánie
  -  velkodůstojník Národního řádu za zásluhy
- Mexiko
  -  velkokříž Řádu aztéckého orla
- Německo
  -  velký záslužný kříž s hvězdou a šerpou Záslužného řádu Spolkové republiky Německo
- Niger
  -  velkodůstojník Národního řádu Nigeru
- Norsko
  -  velkokříž Řádu svatého Olafa
- Peru
  -  velkokříž Řádu peruánského slunce
- Pobřeží slonoviny
  -  velkodůstojník Národního řádu Pobřeží slonoviny
- Portugalsko
  -  velkokříž Řádu svatého Jakuba od meče – 14. listopadu 1964[2]
- Rakousko
  -  velká čestná dekorace ve stříbře na stuze Čestného odznaku Za zásluhy o Rakouskou republiku
- Řecko
  -  velkokříž Řádu Jiřího I.
- Senegal
  -  velkodůstojník Řádu za zásluhy
- Spojené království
  -  Řád za vynikající službu
- Středoafrická republika
  -  velkodůstojník Řádu za zásluhy
- Švédsko
  -  rytíř Řádu polární hvězdy
- Thajsko
  -  velkokříž Řádu bílého slona
- Venezuela
  -  velkodůstojník Řádu osvoboditele

### Nestátní ocenění
- Prix Interallié – 1930 (první laureát)
- Goncourtova cena – 1933
- Jawaharlal Nehru Award – 1974

## Akademické tituly
- Doctor honoris causa na Univerzitě São Paulo – 1959[3]